# بيتر جوليان
بيتر جوليان هو سياسي كندي، ولد في 16 أبريل 1962 في نيو ويستمينيستر في كندا. حزبياً، نشط في الحزب الديمقراطي الجديد. وقد انتخب عضو مجلس العموم الكندي عن دائرة New Westminster—Burnaby—Maillardville ‏ وقد انضم خلال فترته النيابية ‏  للكتلة البرلمانية الحزب الديمقراطي الجديد.